# Eusterinx furva
Eusterinx furva là một loài tò vò trong họ Ichneumonidae.